# U-20ラグビーフィジー代表
U-20ラグビーフィジー代表（英語: Fiji national under-20 rugby union team）は、20歳以下の選手で構成されるラグビーフィジー代表チームである。愛称は「ベイビー・フライング・フィジアンズ (Baby Flying Fijians)」。
ワールドラグビーU20チャンピオンシップ・オセアニアラグビーU-20チャンピオンシップなどに出場している。

## 歴史
2017年、オセアニアラグビーU-20トロフィーで3連覇。
さらに翌2018年、ワールドラグビーU20トロフィーで初優勝して5年ぶりにワールドラグビーU20チャンピオンシップへ復帰。

## タイトル
- ワールドラグビーU20トロフィー
優勝・1回 (2018年)
- オセアニアラグビーU-20トロフィー
優勝・3回 (2015年, 2016年, 2017年)

## 成績

### ワールドラグビーU20チャンピオンシップ
- 2008年 - 14位
- 2009年 - 12位
- 2010年 - 8位
- 2011年 - 6位
- 2012年 - 11位
- 2013年 - 11位
- 2014年 - 12位(U20トロフィーへ降格)
- 2019年 - 11位

### ワールドラグビーU20トロフィー
- 2015年 - 6位
- 2016年 - 3位
- 2017年 - 6位
- 2018年 - 1位(ワールドラグビーU20チャンピオンシップへ昇格)

### オセアニアラグビーU20チャンピオンシップ
- 2018年 - 3位
- 2019年 - 3位

### オセアニアラグビーU20トロフィー
- 2015年 - 1位
- 2016年 - 1位
- 2017年 - 1位